# L-β-咪唑乳酸
L-β-咪唑乳酸（也称为(S)-2-羟基-3-咪唑基丙酸，(S)-2-hydroxy-3-(1H-imidazol-4-yl)propionic acid）是一种含氮有机化合物，分子式C6H8N2O3，存在于普通马海绵（Hippospongia communis）、菜豆（Phaseolus vulgaris）等物种中。